# Rektor emeritus
Rektor emeritus är beteckningen för en person som tidigare varit rektor för en högskola eller ett universitet och därefter avgått eller pensionerats.
Titeln förekommer i namn på juridiska personer, bland annat stiftelser som Rektor emeritus professor Hans Wieslanders fond för innovativ forskning vid Linnéuniversitetet, vilken delas ut vartannat år till förtjänta forskare i Växjö och Kalmar.